# London 0 Hull 4
London 0 Hull 4 é um álbum de 1986 pela banda inglesa de indie rock The Housemartins. Foi seu primeiro álbum e contém os singles "Flag Day" (# 58 no Reino Unido), "Sheep" (# 54 no Reino Unido), "Happy Hour" (# 3 no Reino Unido) e "Think for a Minute" (# 18 no Reino Unido).
O título se refere à cidade natal da banda (Kingston upon Hull) e é no formato de um resultado desportivo. Também se refere à afirmação de Paul Heaton de que os Housemartins apenas foram a melhor banda de Hull, em quarto. Em outras palavras, Hull tinha quatro grandes bandas, em comparação com nenhuma de Londres.
O encarte e as letras refletem o interesse do vocalista Paul Heaton, na altura do cristianismo e marxismo. Por exemplo, a capa do álbum contém a mensagem "Take Jesus - Take Marx - Take Hope".
Em 1992, o álbum foi relançado em CD e mostrava quatro faixas adicionais, juntamente com a frase de capa, "16 canções - 17 acertos!".
O álbum foi relançado novamente em 22 de junho de 2009, com a "London 0 Hull 4 Deluxe", com um segundo CD de faixas bônus, lados B e gravações ao vivo.

## Lista de faixas

### Lançamento original (1986)
1. "Happy Hour"
2. "Get Up Off Our Knees" (Paul Heaton, Stan Cullimore, Ted Key)
3. "Flag Day" (Paul Heaton, Stan Cullimore, Ted Key)
4. "Anxious"
5. "Reverend's Revenge" (instrumental)
6. "Sitting on a Fence"
7. "Sheep"
8. "Over There"
9. "Think for a Minute"
10. "We're Not Deep"
11. "Lean On Me" (Paul Heaton, Pete Wingfield)
12. "Freedom" (Paul Heaton, Stan Cullimore, Ted Key)
13. "He Ain't Heavy, He's My Brother" (Apenas no CD)
14. "I'll Be Your Shelter (Just Like a Shelter)" (CD e cassete apenas)
15. "People Get Ready" (Apenas no CD)
16. "The Mighty Ship" (Apenas no CD)

### Deluxe Edition Bonus CD (2009)
1. "Flag Day" [single version]
2. "Stand At Ease "
3. "You"
4. "Coal Train To Hatfield Main"
5. "I'll Be Your Shelter (Just Like A Shelter)"
6. "People Get Ready" [B-side]
7. "Drop Down Dead"
8. "The Mighty Ship"
9. "He Ain't Heavy He's My Brother"
10. "Think For A Minute" [single version]
11. "Who Needs The Limelight" [B-side]
12. "I Smell Winter"
13. "Joy Joy Joy"
14. "Rap Around The Clock"
15. "Lean On Me" [previously unreleased/outtake rehearsal]
16. "Anxious" [BBC Janice Long session 6 de novembro de 1985]
17. "We're Not Deep" [BBC Janice Long session 6 de novembro de 1985]
18. "Freedom" [BBC Janice Long session 6 de novembro de 1985]
19. "Think For A Minute" [BBC Saturday Live session 4 de janeiro de 1986]
20. "Drop Down Dead" [BBC Saturday Live session 4 de janeiro de 1986]
21. "Happy Hour" [BBC John Peel session 6 de abril de 1986]
22. "Get Up Off Our Knees" [BBC John Peel session 6 de abril de 1986]